# Єманов Олексій Олексійович
Олексі́й Олексі́йович Єма́нов (народився 21 серпня 1995, село Красний Мак, Бахчисарайський район,  АР Крим) — моторист-сапер, молодший сержант служби цивільного захисту Головного управління Державної служби України з надзвичайних ситуацій у Луганській області. Нагороджений Орденом «За мужність» ІІІ ступеня (посмертно).

## Життєпис
Моторист-сапер відділення підводного розмінування групи спеціальних піротехнічних робіт частини піротехнічних робіт та гуманітарного розмінування Аварійно-рятувального загону спеціального призначення Головного управління ДСНС України у Луганській області.
Закінчив Державний бюджетний навчальний заклад професійного навчання «Севастопільський архітектурно-будівельний коледж», за спеціальністю «Будівництво та експлуатація будівель та споруд».
11.2016 — 04.2018 служив у Збройних Силах України.
У 2019 році розпочав кар'єру у Головному управлінні Державної служби України з надзвичайних ситуацій у Луганській області. Обіймав посаду пожежного-рятувальника у 22 Державній пожежно-рятувальній частині смт Новопсков.
З серпня 2022 року працював мотористом-сапером відділення підводного розмінування групи спеціальних піротехнічних робіт частини піротехнічних робіт та гуманітарного розмінування Аварійно-рятувального загону спеціального призначення Головного управління ДСНС України у Луганській області.
Загинув 19 жовтня 2022 року під час виконання завдань за призначенням поблизу села Явірське Харківської області. Службовий автомобіль, в якому знаходився  Єманов Олексій Олексійович, здійснив наїзд на протитанкову міну.
Внаслідок вибуху протитанкової міни Єманов Олексій Олексійович отримав поранення несумісні з життям.

## Нагороди
- Орден «За мужність» ІІІ ступеня (посмертно) — за особисту мужність і самовідданість, виявлені у захисті державного суверенітету та територіальної цілісності України, вірність військовій присязі, сумлінне та бездоганне служіння Українському народові.